# Icchokas Meras
Icchokas Meras (Kelmė, 1932. október 8. – Tel-Aviv, 2014. március 13.) litván író.

## Életrajza
1934-ben született Jehuda és Miriam Meras zsidó családjában a litvániai Kelmében, ahol az ország egyik legjelentősebb zsidó közössége élt. Családja 1941-ben elpusztult, amikor a nácik megkezdték a litvániai zsidók likvidálását, de a fiatal Icchokas megmenekült a holokauszt elől. 1941. július 28-án egy árokba vittek, hogy lelőjenek - írta később. „A véletlen folytán úgy döntöttek, hogy néhány gyereket visszaadnak. Egy másik véletlennek köszönhetően olyan emberek közé kerültem, akiknek fontos volt egy hétéves gyerek élete”.
Elrejtőzve és egy litván parasztcsalád által örökbefogadva Meras túlélte a háborút. A háború utáni erőszakos és zűrzavaros években Meras középiskolába járt, és hamarosan megmutatkozott az írás iránti hajlama, amikor egy helyi újságnál kezdett dolgozni Kelmében.
1958-ban a Kaunasi Műszaki Egyetemen szerzett rádióelektronikai diplomát, de szabadidejének nagy részét az irodalomnak szentelte. 1960-ban jelentette meg első novelláskötetét Geltonas lopas (Sárga folt) címmel. Vázlatait saját gyermekkori, holokauszt-terrorral kapcsolatos élményeire alapozta. 1963-ban Meras két művet adott ki: Žemė visada gyva (A föld mindig él) és nemzetközileg legismertebb műve, a Lygiosios trunka akimirką (A patthelyzet csak egy pillanatig tart). 1965-ben egy másik regényt is kiadott, Ant ko laikosi pasaulis (Amin áll a világ) címmel. 1971-ben következett a Mėnulio savaitė (Holdhét) és a Senas fontanas (Az öreg szökőkút). Meras 1971-ben mutatta be a Striptizas, arba Paryžius — Roma — Paryžius (Sztiptíz, vagy Párizs-Róma-Párizs) című sötét egzisztencialista regényét. Ez a mű a Pergalė című irodalmi havilapban jelent meg, és a kommunista pártfunkcionáriusok élesen bírálták.
Az irodalmi „devianciái” miatt a KGB egyre nagyobb nyomást gyakorolt rá, ezért 1972-ben Litvániából Izraelbe emigrált, ahol haláláig élt.

## Díjai
- Lithuanian National Prize(wd) (2010).[6]
- Commander's Cross of the Order of Gediminas(wd) (1995) [7]

## Bibliográfia
- Geltonas lopas: apsakymai / iliustr. Adasa Skliutauskaitė. – Vilnius: Valstybinė grožinės literatūros leidykla, 1960. – 158 p.: iliustr.
- Lygiosios trunka akimirką: romanas – Vilnius: Valstybinė grožinės literatūros leidykla, 1963. – 201 p.
- Žemė visada gyva: novelės. – Vilnius: Valstybinė grožinės literatūros leidykla, 1963. – 148 p.
- Ant ko laikosi pasaulis: romanas-baladė. – Vilnius: Vaga, 1965. – 187 p.
- Mėnulio savaitė: romanas. – Vilnius: Vaga, 1971. – 193 p.
- Lygiosios trunka akimirką; Ant ko laikosi pasaulis. – Vilnius: Vaga, 1968. – 305 p.
- Senas fontanas: apsakymai / iliustr. Vanga Gedmantaitė. – Vilnius: Vaga, 1971. – 70 p.: iliustr.
- Striptizas, arba Paryžius-Roma-Paryžius: romanas. – Southfield, Mich.: Ateitis, 1976. – 277 p.
- Sara: romanas. – Chicago: A. Mackaus knygų leidimo fondas, 1982. – 160 p.
- Du romanai. – Vilnius: Vaga, 1991. – 355 p. – ISBN 5-415-00872-1
- Apverstas pasaulis: apsakymai. – Chicago: Mackaus knygų leidimo fondas, 1995. – 153 p.
- Lygiosios trunka akimirką; Ant ko laikosi pasaulis; Ties gatvės žibintu: trys romanai. – Vilnius: Lietuvos rašytojų sąj. leidykla, 1998. – 334 p. – ISBN 9986-39-059-1
- Stotelė vidukelėj: apsakymai. – Vilnius: Lietuvos rašytojų sąjungos leidykla, 2004. – 253 p. – ISBN 9986-39-352-3
- Geltonas lopas: novelių apysaka. – 2-asis leidimas / iliustr. Adasa Skliutauskaitė. – Vilnius: Vaga, 2005. – 109 p.: iliustr. – ISBN 5-415-01835-2
- Lygiosios trunka akimirką: romanas. – Vilnius: „Baltų lankų“ leidyba, 2006. – 190 p. – ISBN 9955-23-040-1
- Striptizas: romanas. – Vilnius: „Baltų lankų“ leidyba, 2008. – 339 p. – ISBN 978-9955-23-147-9
- Sara: romanas. – Vilnius: „Baltų lankų“ leidyba, 2008. – 183 p. – ISBN 978-9955-00-036-5

## Forgatókönyvek
- 1968 Kai aš mažas buvau
- 1969 Birželis, vasaros pradžia
- 1970 Maža išpažintis

### Magyarul
- Döntetlen, egy pillanatig (Lygiosios trunka akimirka) – Magvető, Budapest, 1968 · Fordította:  Lacházi Aranka
- Sára (Sara) – Osiris, Budapest, 2000 · ISBN 9633792428 · Fordította:  F. Kemény Márta

## Fordítás
- Ez a szócikk részben vagy egészben  az   Icchokas Meras című angol Wikipédia-szócikk fordításán alapul.  Az eredeti cikk szerkesztőit annak laptörténete sorolja fel. Ez a jelzés csupán a megfogalmazás eredetét és a szerzői jogokat jelzi, nem szolgál a cikkben szereplő információk forrásmegjelöléseként.